# Китобійна експедиція з Данді

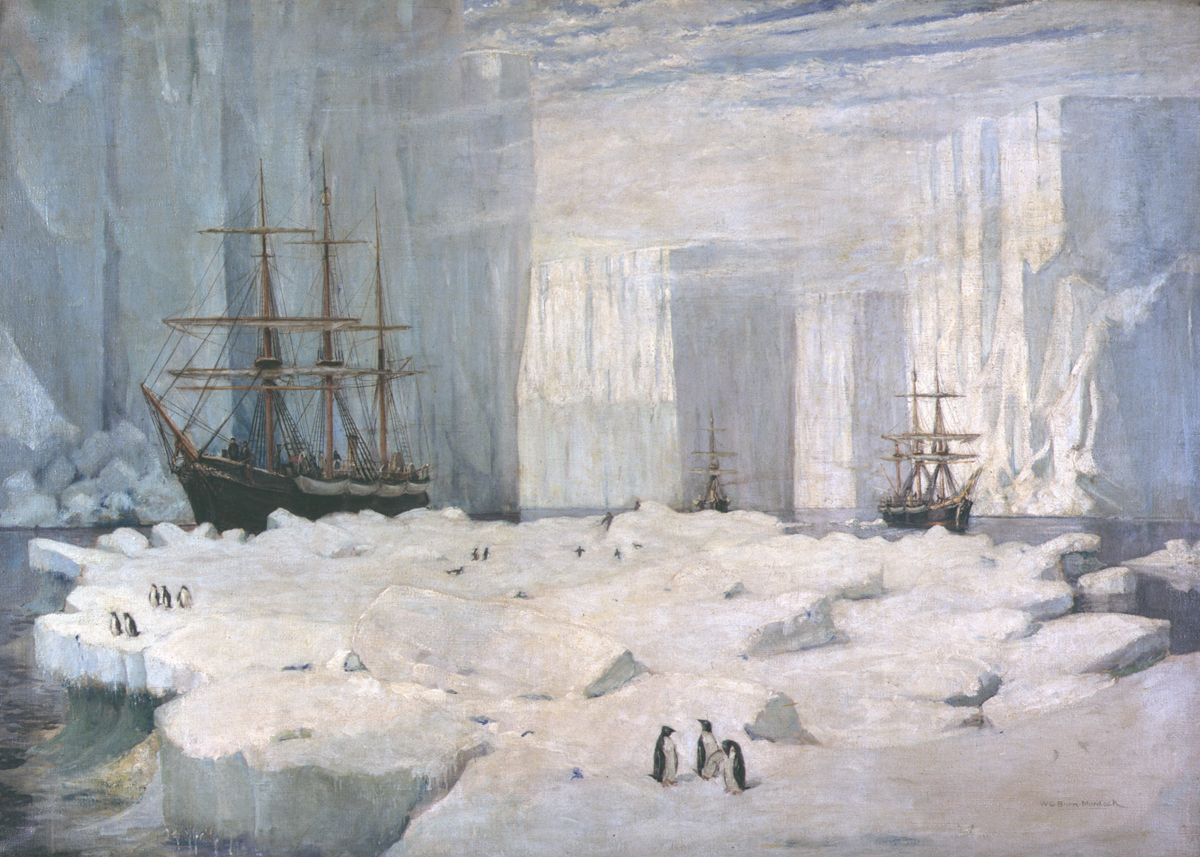
Китобійна експедиція з Данді на малюнку Вільяма Гордон Берн Мердока

Китобійна експедиція з Данді (1892—1893) — комерційний рейс з Шотландії до Антарктиди метою якого був китобійний промисел поблизу Антарктичного півострова.
Китобій в Арктиці занепадав від надмірного вилову риби. Купці шотландського міста Данді вирішили обладнати флот, щоб плисти аж до моря Ведделла в пошуках китів Eubalaena. Антарктичний китобійний промисел здійснювався в основному з берегових станцій.
6 вересня 1892 року чотири китобійних судна «Балаена», «Актив», «Діана» та «Полярна зірка» вирушили в плавання. Врешті-решт вони не знайшли жодного кита, який би могли зловити, оскільки сині кити Антарктики були надто потужними, щоб їх захопити. Однак експедиції вдалося отримати прибуток, зібравши численні шкіри тюленів.
До складу експедиції ввійшли полярний вчений Вільям Спірс Брюс, а також Вільям Гордон Берн Мердок — хірург та асистент на Балаені при капітані Александрі Фервезері. 8 січня 1893 року капітан Томас Робертсон з Актива відкрив острів Данді.